# Stazione di Recale
Stazione di Recale vasútállomás Olaszországban, Recale településen.

## Vasútvonalak
Az állomást az alábbi vasútvonalak érintik:
- Nápoly–Foggia-vasútvonal

## Kapcsolódó állomások
A vasútállomáshoz az alábbi állomások vannak a legközelebb:
- Stazione di Caserta
- Stazione di Marcianise